# Иван Томов (генерал-майор)
Вижте пояснителната страница за други личности с името Иван Томов.
Иван Георгиев Томов е български офицер, генерал-майор.

## Биография
Роден е на 7 май 1942 г. в дупнишкото село Яхиново. Баща му Георги Томов (1924 – 2006) е доброволец във Втората световна война в трети гвардейски полк. Дядо му от страна на майка му Георги Гущеров (1898 – 1963) е кмет на Яхиново от 1945 до 1947 г. Иван Томов завършва основно образование в родното си село, а средно в смесената гимназия в Дупница. Завършва Висшето народно военно училище във Велико Търново с профил „танкови войски“ с отличен успех през 1966 г. Службата си започва като командир на танков взвод в гр. Симитли. Остава на тази позиция до 1968 г. До 1972 г. е ротен командир в същия град. През 1975 г. завършва Военната академия в София и след това е назначен за командир на танков батальон в 32-ри мотострелкови полк в Дупница. От 1977 до септември 1980 г. е началник-щаб на полка. Между 1980 и 1982 г. работи в Командването на сухопътните войски, а след това до 1986 г. в Генералния щаб на българската армия. В периода 1986 – 1988 г. учи в Академията на Генералния щаб на армията на СССР. От септември 1988 до септември 1989 г. е началник на Оперативния отдел на Генералния щаб, а до октомври 1990 г. е заместник-началник на Оперативното управление на Генералния щаб. Между октомври 1990 и септември 1991 г. е старши съветник по националната сигурност на президента Жельо Желев. В периода септември 1991 – 20 септември 1995 г. е началник-щаб на първа армия. Генерал-майор от 21 август 1992 г. Между 20 септември 1995 и 10 август 1997 г. е командир на първа армия. След това е назначен за началник на Управление „Подготовка на войските и силите“ на Генералния щаб на българската армия. Остава на този пост до 25 февруари 2000 г. На 7 юли 2000 г. е удостоен със звание „генерал-майор“ (две звезди) и освободен от кадрова военна служба Умира на 18 май 2021 г. в родното си село. Пише редица статии в списанията „Военна мисъл“, „Армейски преглед“ и вестниците „Труд“, „Народна армия“, „Българска армия“, „Народна младеж“. НА 10 юни 2022 г. в родното му село е открита негова паметна плоча.

## Образование
- Смесена гимназия, Дупница
- Висшето народно военно училище, Велико Търново – до 1966 г.
- Военна академия „Георги Раковски“ – до 1975
- Военна академия на Генералния щаб на въоръжените сили на СССР, Русия – 1986 – 1988